# Hôtel de préfecture de la Creuse
L'hôtel de préfecture de la Creuse est un bâtiment situé à Guéret, en France. Il sert de préfecture au département de la Creuse.